# Casa Heredero
Casa Heredero és una obra de Naut Aran (Vall d'Aran) inclosa a l'Inventari del Patrimoni Arquitectònic de Catalunya.

## Descripció
Es tracta d'una casa de temporada d'estiu i hivern de 479 m². Com que estava pensada per a acollir diverses famílies, era necessari crear espais independents però alhora connectats. Cada àmbit pot créixer de forma independent a partir d'uns eixos. La casa s'emmiralla en els dissenys dels habitatges propers i està concebuda per ser mirada de forma aïllada. La cuina tenia annex un petit menjador com a espai d'esbargiment comú per a la família. A la planta inferior es trobava l'apartament dels guardes.
El volum de la casa es dividia en quatre ales. Tot el conjunt s'arrecerava sota una coberta de forma piramidal. Forma que podia assimilar-se amb la de les muntanyes properes. L'exterior tenia un acabament en color granit vermell amb finestres i reixes d'alumini.
Sense rebutjar l'arquitectura moderna, la casa va construir-se emprant un vocabulari que no només respon a les circumstàncies climàtiques, sinó que s'adapta als edificis vernacles de Vall d'Aran.
La casa vol presentar-se com un element aïllat enmig del vessant de la muntanya. Per reforçar aquesta sensació, s'empren murs de pedra paral·lels, amb interrupcions corbes. Que funcionen com a sòcol i donen estabilitat visual i funcional a l'habitatge.